# Château de Xaintrailles
Pour les articles homonymes, voir Xaintrailles.
Le château de Xaintrailles est un édifice situé dans la commune française de Xaintrailles, dans le département français de Lot-et-Garonne. Il est classé monument historique en 1840.

## Histoire
Le premier château est mentionné en 1259 comme tenu par trois co-seigneurs tous de la famille de Xaintrailles. Il a été bâti au début du XIIIe siècle et il en reste la basse-cour médiévale, le donjon et les talus des murs sud et ouest.
Jean Poton de Xaintrailles, compagnon de Jeanne d'Arc, mort en 1461, puis ses successeurs Bernard de Lamothe, et Antoine de Chamborel, gouverneurs de Casteljaloux, réaliseront des constructions au XVe siècle : deux tours et le corps de logis nord. Au XVIe siècle sont ajoutées les tourelles sur trompe en éventail de l'élévation sud et des fossés et un pont-levis sont mentionnés en 1539. En 1570 château passe à la famille de Montesquiou. Il passe ensuite par mariage dans la famille de Lau de Lusignan en 1724.
Vers 1780 Armand de Lau, marquis de Lusignan, fait combler les fossés et aménager un accès par l'ouest. En 1824, les pièces nord-est s'effondrent et en 1843 le donjon est partiellement restauré sur projet de Gustave Bourières, architecte du département.

## Architecture
La partie la plus ancienne du château est le donjon du XIIIe siècle percé de fenêtres au XVe siècle. Le corps de logis nord du XVe siècle comporte un étage carré et deux étages de comble et un  toit en croupe et à longs pans couvert de tuiles plates. Il possède comme le donjon, un escalier hors-d'œuvre. Le bâtiment sud d'un étage et combles et tourelles est réaménagé (cuisines). L'aile ouest est encadrée de deux tours.
L'escalier en U et le vestibule ont été aménagés au XVIIIe siècle.

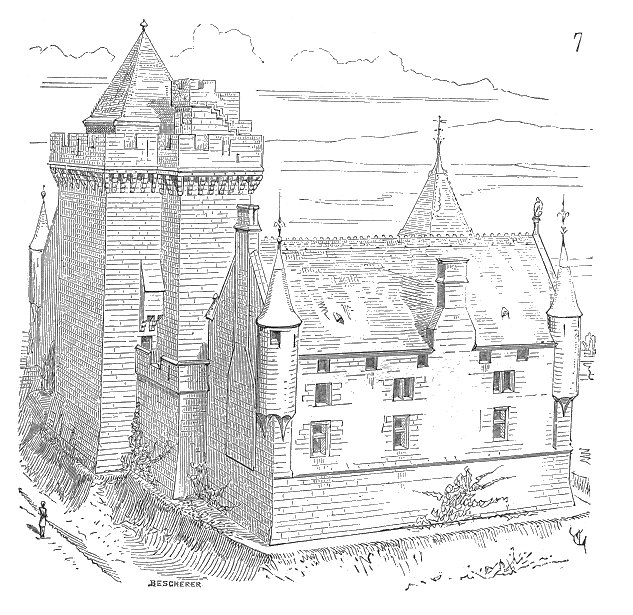
Dessin du Dictionnaire de l'architecture française, par Viollet-le-Duc (1856);
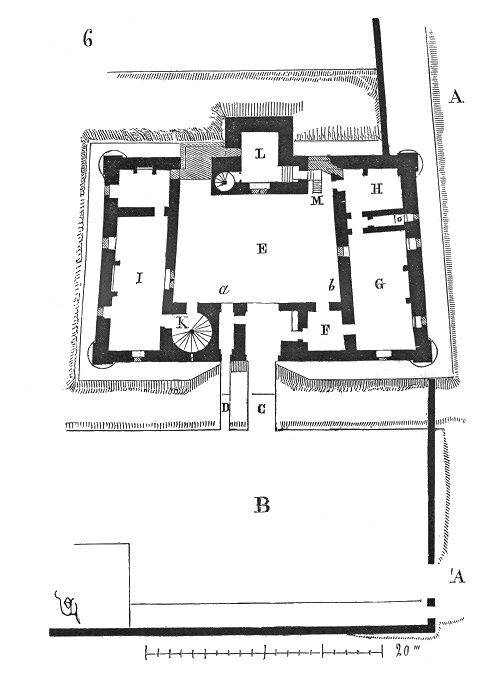
Plans, selon Viollet-le-Duc (1856);
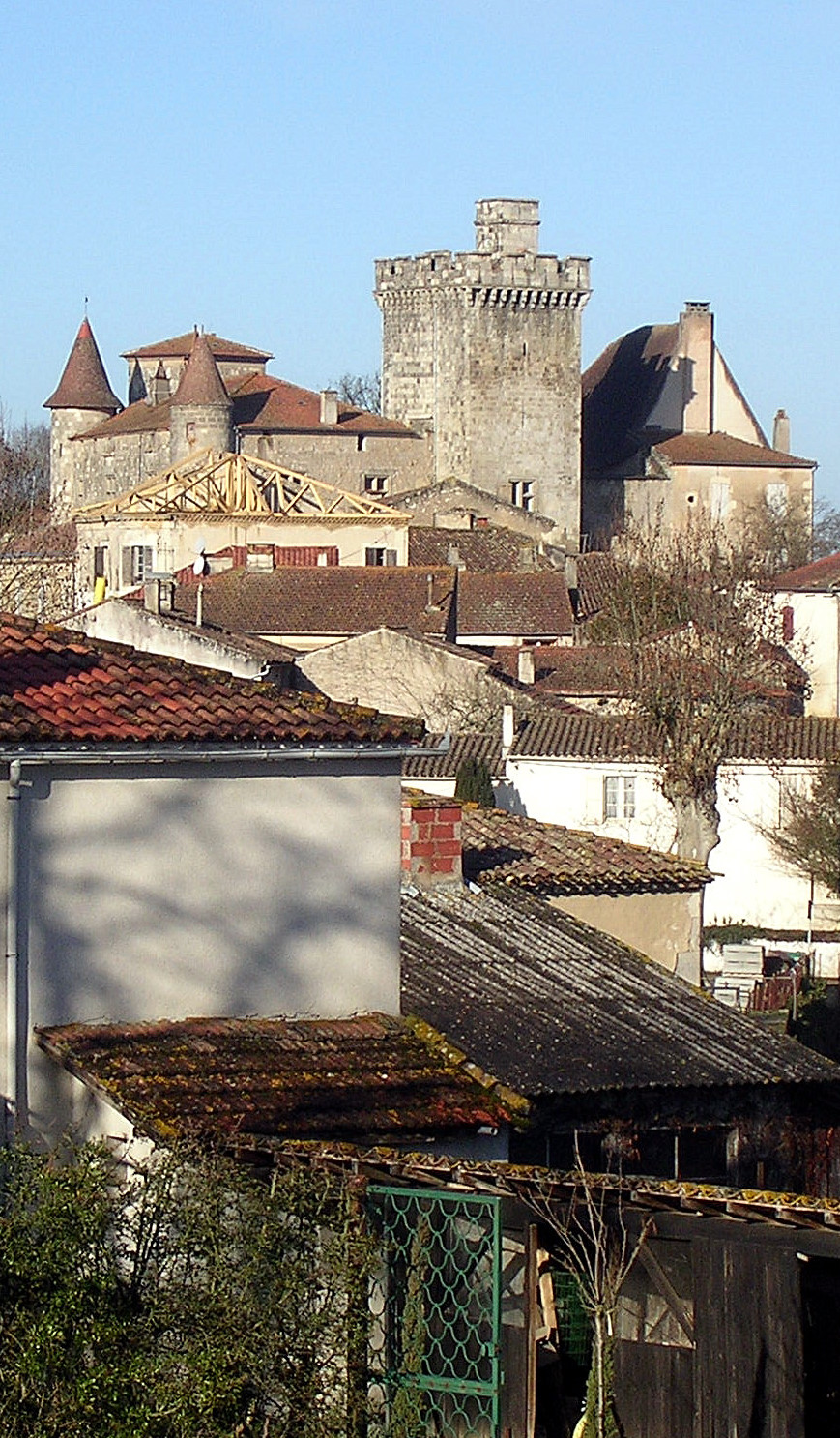
Vue générale en surplomb de son village;
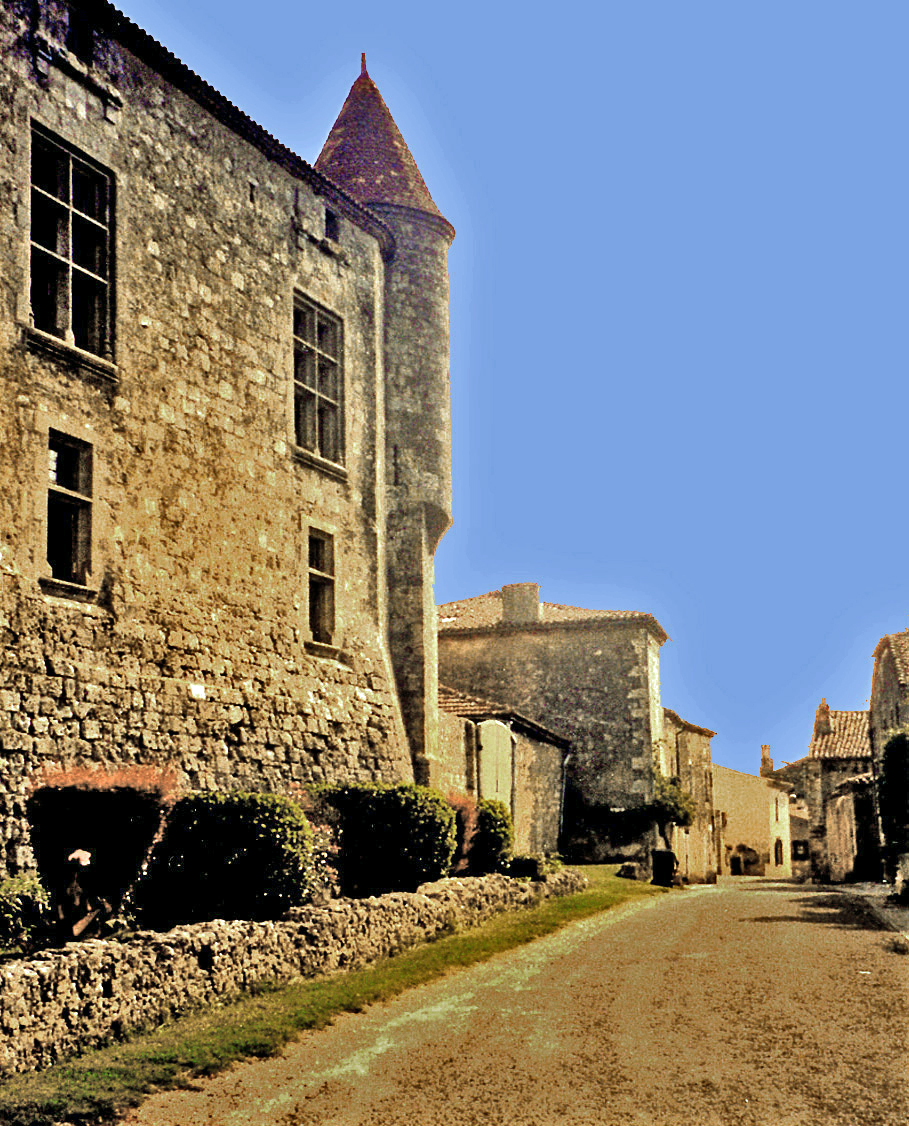
Vue de la rue;
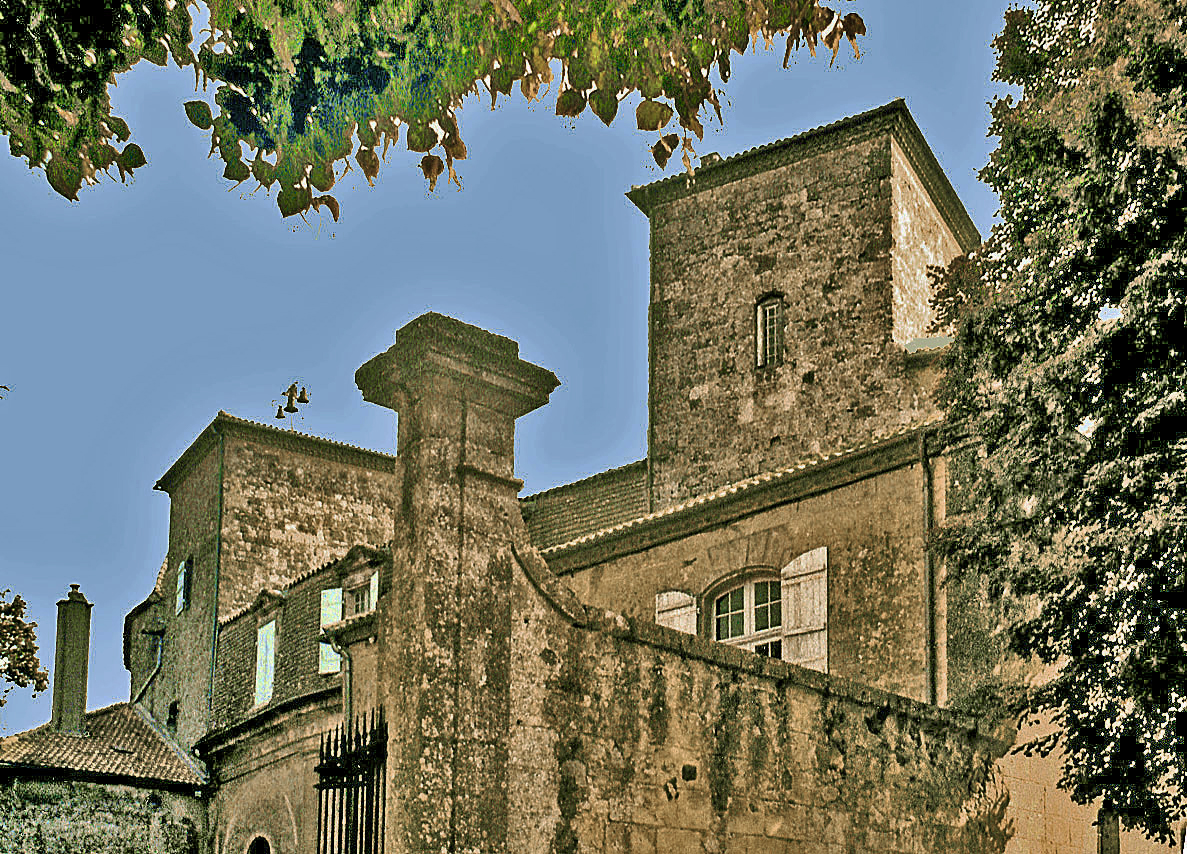
Vue extérieure (1999);
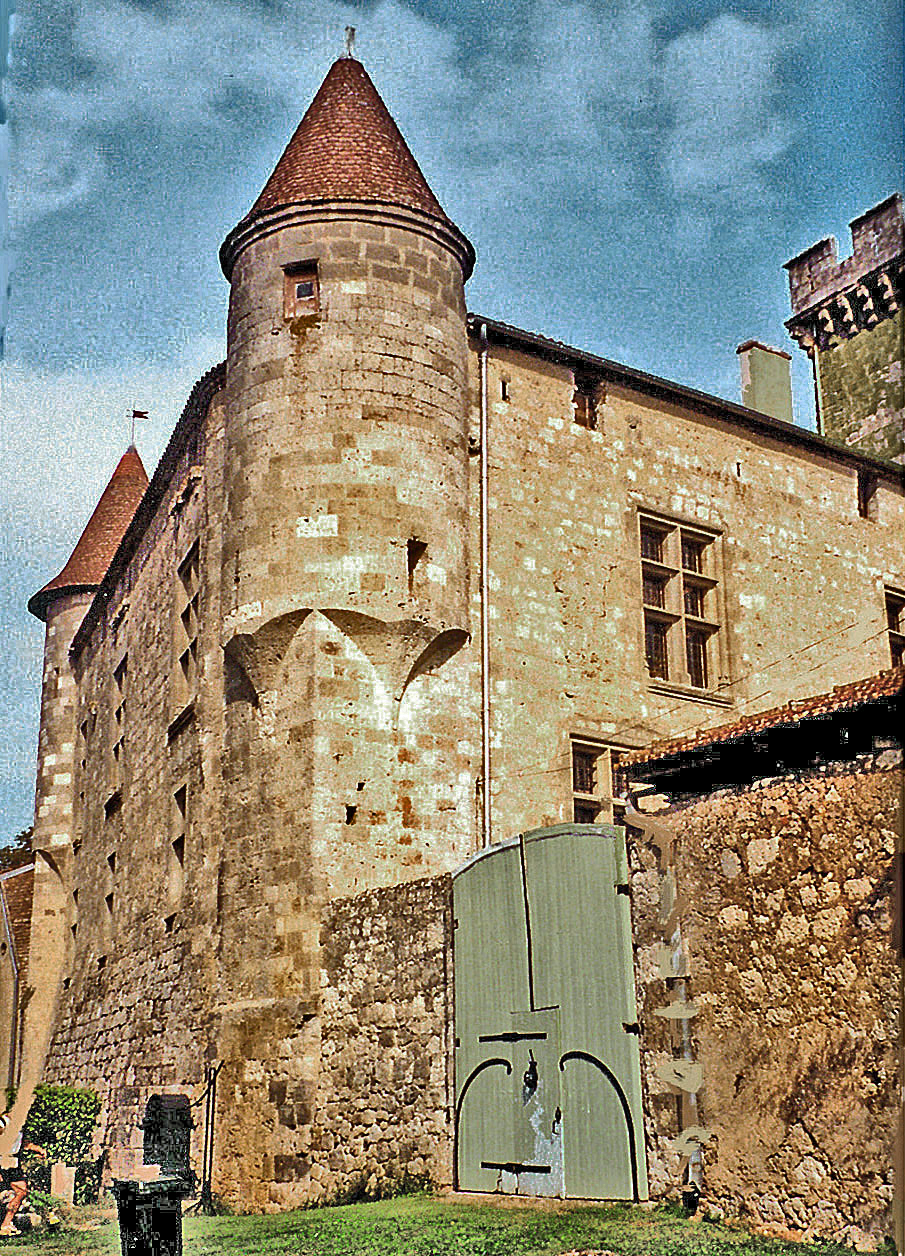
Échauguette en encorbellement;
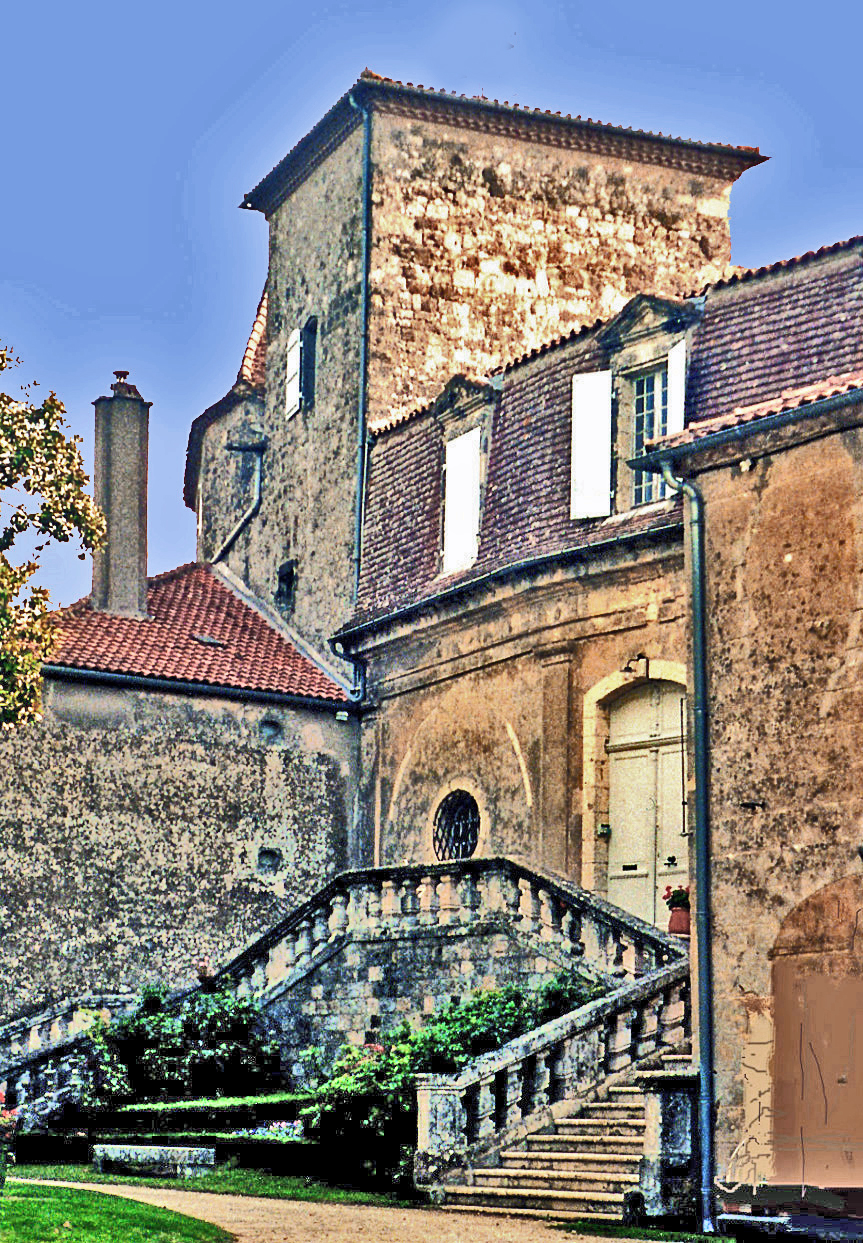
Perron du logis;
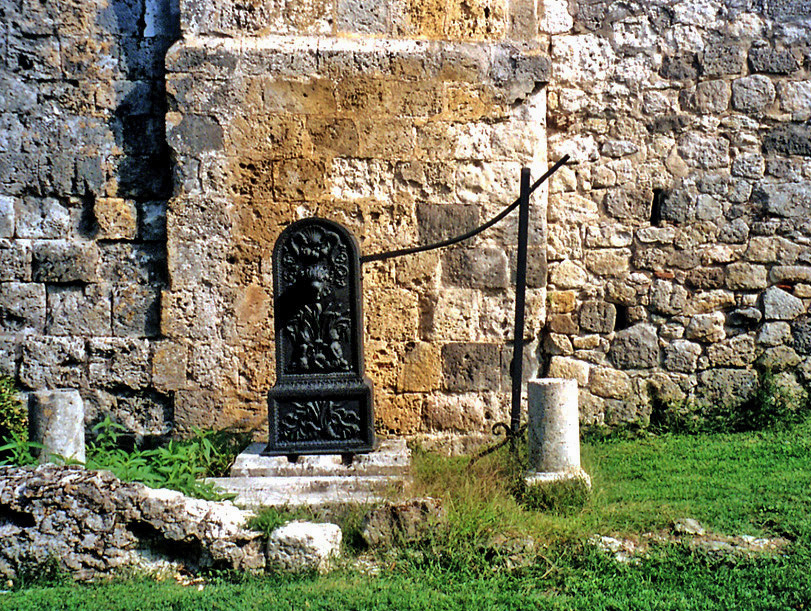
Fontaine du château (côté sud);
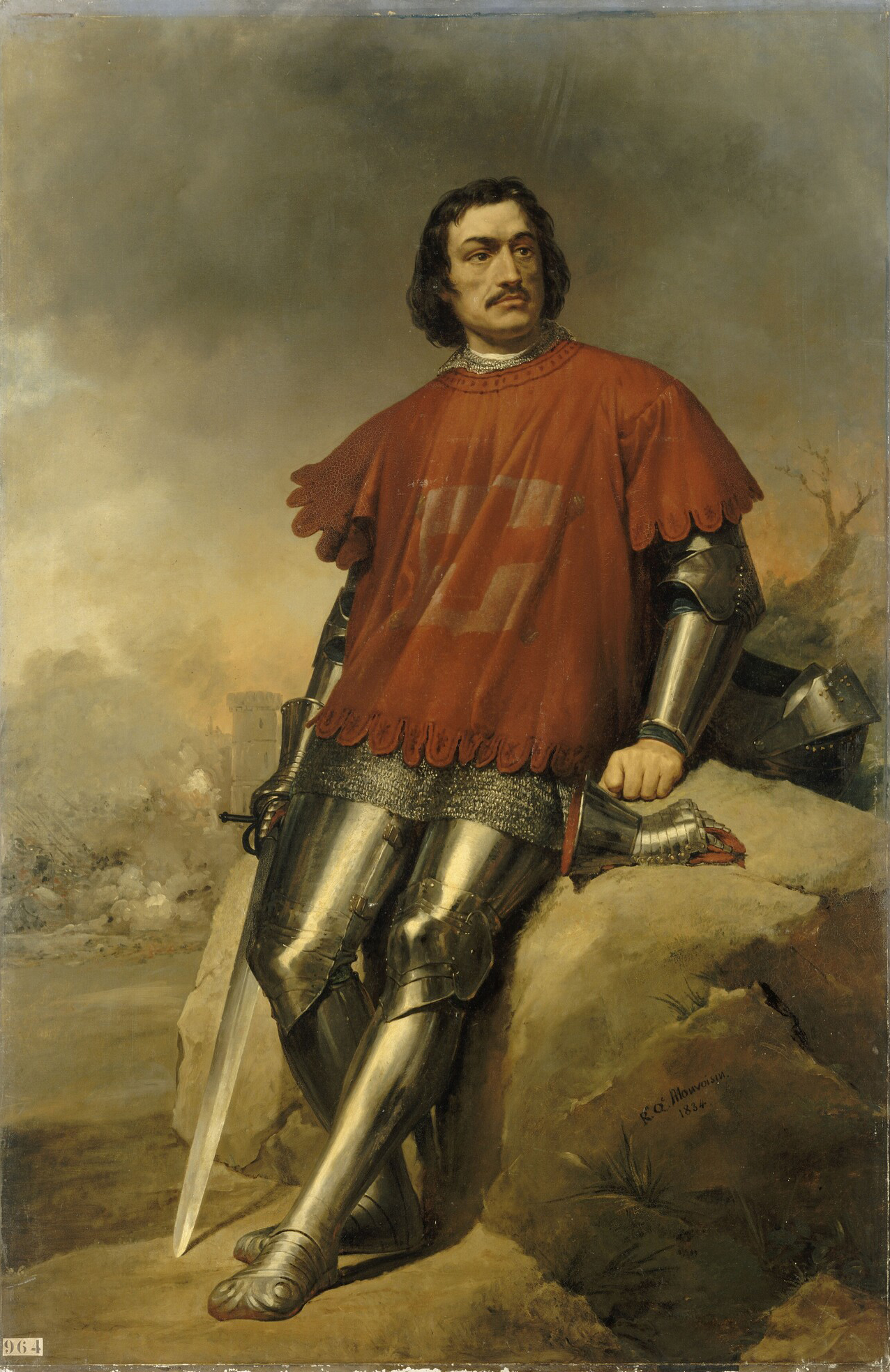
Jean Poton de Xaintrailles (1390-1461), Maréchal de France.